# 印度尼西亚日报
《印度尼西亚日报》（Harian Indonesia），曾用名《印尼星洲日报》，成立于1966年，是在苏哈托独裁掌权期间唯一获准在印尼出版的中文报，因为它是由政府主办的印尼语华文双语日报。2006年末，因马来西亚《星洲日报》曾经入主，更名为《印尼星洲日报》，变成私人的华文报社。2021年起，因业务重组，恢复旧名 《印度尼西亚日报》。现在，这家报纸由MAHAKA MEDIA联号公司PT Emas Dua Ribu经营。

## 簡介
1965年印尼首都发生了“九三〇事件”，印尼政局随之急剧变化，以往对华侨华人的政策被大幅修改。出于所谓“维护公共治安秩序”等方面的需要，政府禁止所有华文报纸出版。军事强人苏哈托上台后，实行对华人同化的政策，禁止出版华文报纸、关闭华文学校、解散华人社团。
因为当时有很多华人不懂印尼文字，印尼当局为了向他们宣扬政府的政策、法规，以达到引导华人同化于当地民族的长远目标，决定由政府出面办一份华文报纸，即《印度尼西亚日报》。这份报纸由印尼军方情报部门直接管辖，采编人员都是来自国家情报部门，其内容华文与印尼文各占一半版面，办报方针、新闻取材都由政府规定。这份报纸成为从1966年至1999年之间唯一的一份华文报。

## 现状
2006年星洲媒体集团，开始进军印尼华文报业市场，入主印尼有四十年历史的华文《印度尼西亚日报》，并将它改名为《印尼星洲日报》，全部由吉隆坡《星洲日报》总部编排。
2021年起，因业务重组，恢复旧名 《印度尼西亚日报》。